# Игуманија Гаврила (Бедов)
Гаврила Бедов (Нови Сад, 10. децембар 1930 — Манастир Раковац, 29. март 2021) била је православна монахиња и игуманија Манастира Раковца.

## Биографија
Игуманија Гаврила (Бедов) рођена је у Новом Саду, 10. децембара 1930. године, од побожних и честитих родитеља. Мати Гаврила тридесет је година била чувар вере у овој фрушкогорској светињи, Манастира Раковца. Свој монашки пут почела је службом код блаженеуспомене владике Никанора Иличића.
Уочи Свете Петке 26. октобара 1989. године примила је монашки постриг из руке блаженопочившег владике шумадијског Саве Вуковића, у Манастиру Грнчарица. После манастира Грнчарице бринула се о опустелом Манастиру Ковиљу док одлуком Епископа бачког Иринеја Буловића овај манастир није постао мушки. Тада прелази у Манастир Раковац, 1990. године.
У подневним сатима 29. марта 2021. године преставила се у Господу игуманија мати Гаврила у манастиру Светих бесребреника Козме и Дамјана у Раковцу. По њеном упокојењу помен блаженоупокојеној игуманији одслужио је Епископ сремски Василије Вадић уз саслужење јеромонаха Варнаве и Евгенија, протојереја Бранислава Мишковића, пароха румског и јереја Бранислава Керечког, пароха петроварадинског. До опела у служењу помена над телом мати Гавриле смењивали су се свештеномонаси и свештеници Епархије сремске.
Игуманија Гаврила је сахрањена на монашком гробљу историјског Манастира Раковца, 30. марта 2021. године.